# DJ Steward
DJ Steward (Chicago, Illinois; 2 de octubre de 2001) es un jugador profesional estadounidense de baloncesto que pertenece a la plantilla del Dolomiti Energia Trentino de la Lega Basket Serie A italiana. Jugó baloncesto universitario en los Duke Blue Devils. Fue un reclutamiento universitario de cinco estrellas y uno de los mejores escoltas de la promoción de 2020.

## Trayectoria

### Instituto
Steward asistió primero a Fenwick High School en Oak Park, Illinois. En 2018, se transfirió a Whitney Young High School en Chicago, Illinois para sus años restantes de escuela secundaria. Steward promedió 24.1 puntos, 4.6 rebotes y 3.1 asistencias por partido en el circuito Nike EYBL 2019. En el Highland Shootout contra Christian Brothers College High School en enero de 2020, Steward anotó un shootout-high 40 puntos, incluyendo el baloncesto que empató el partido en una victoria por 66-64. Fue nombrado McDonald's All-American.

### Reclutamiento
El 18 de septiembre de 2019, Steward se comprometió a jugar en la Universidad de Duke. Eligió a los Blue Devils por encima de ofertas de DePaul, Illinois, Indiana, Iowa State, Louisville, North Carolina y Texas.

### Carrera universitaria
Steward comenzó 22 partidos y jugó en 24 partidos durante la temporada 2020-21 de Duke. El escolta de 1,88 m (6 pies y 2 pulgadas), promedió 13 puntos, 3.9 rebotes y 2.4 asistencias por partido.
El equipo de Duke terminó esa temporada 13-11, con un récord de 9-9 en la ACC. Fue el primer año desde 1995 en que los Blue Devils no fueron invitados al torneo de la NCAA.
Si bien la temporada no estuvo a la altura de las expectativas habituales de Duke, Steward tuvo múltiples momentos destacados durante su único año en el equipo. En su debut universitario, el 28 de noviembre de 2020, Steward anotó 24 puntos en una victoria por 81-71 contra Coppin State. El 21 de diciembre de 2020, Steward fue nombrado Atlantic Coast Conference novato de la semana. El 15 de enero de 2021, Steward anotó 26 puntos y capturó 6 rebotes en una victoria por 79-68 sobre Wake Forest.

### Profesional
Después de una temporada de primer año muy exitosa en Duke, Steward debatió convertirse en profesional. En 1,88 m (6 pies y 2 pulgadas), Steward fue visto como teniendo las habilidades de un escolta en el cuerpo de un base, y esto llevó a la sensación de que necesitaría desarrollar habilidades de base antes de que pudiera jugar efectivamente en la NBA. No obstante, decidió presentarse al draft de la NBA.
Tras no ser reclutado en el draft de la NBA de 2021, Steward fue invitado por los Sacramento Kings para la NBA Summer League de 2021. El 28 de septiembre de 2021, firmó un contrato con los Kings. Fue renunciado antes del inicio de la temporada. Steward firmó con los Stockton Kings de la NBA G League como jugador afiliado para la temporada 2021-22.
El 6 de abril de 2023, Steward firmó con los Vancouver Bandits de la Canadian Elite Basketball League. Fue liberado por los Bandits el 5 de junio con el fin de prepararse para la NBA Summer League de 2023, donde jugaría para los Philadelphia 76ers.
El 2 de octubre de 2023, Steward firmó con los Boston Celtics, pero fue renunciado el 20 de octubre. Ocho días después, fichó por los Maine Celtics.
El 21 de julio de 2024, Steward firmó un contrato dual con los Chicago Bulls. Fue despedido el 28 de diciembre, sin llegar a debutar en la NBA.
El 28 de julio de 2025 fichó por el Dolomiti Energia Trentino de la Lega Basket Serie A italiana.

## Vida personal
Steward es hijo de Katicha Jackson-Williams y Danny Boy Steward, e hijastro de Tyrone Hill. Lleva el nombre de su padre, que fue artista de Death Row. También jugó al fútbol en el instituto y tiene un hermano, Trent. Steward creció en Oak Park, Illinois, donde asistió a la Brooks Middle School. Asistió a Fenwick su primer y segundo año, luego se trasladó a Whitney Young para sus dos últimos años. Jugó travel ball desde sus años de escuela media con Meanstreets y jugó el circuito EYBL, donde se hizo un nombre aún más grande.